# Biegacz bombardier
Biegacz bombardier (Cerapterus laceratus) – gatunek małego chrząszcza z rodziny biegaczowatych (Carabidae).

## Tryb życia
Gatunek ten zamieszkuje południową Afrykę (Botswana, północno-wschodnia RPA, Mozambik, Zimbabwe), gdzie żyje w gniazdach gatunków wielu mrówek. Jego biotopem są subtropikalne lasy i sawanny. Upodabnia się do mrówek za pomocą środków chemicznych, dzięki którym pachnie jak robotnica i nie zostaje wykryty przez strażników gniazda. Ponadto naukowcy podejrzewają, że potrafi też wydawać dźwięki podobne do tych, które wydaje królowa mrówek. Charakterystyczną cechą wielu biegaczy, w tym tego też gatunku, jest wystrzeliwanie z odwłoka substancji, które powodują małe wybuchy i parzą skórę przeciwnika. Dietę tego chrząszcza stanowią larwy i jaja mrówek.

## Morfologia
Chrząszcz ten osiąga długość ciała od 10–12 milimetrów. 

## Zagrożenia i ochrona
Gatunek nie został jeszcze oceniony przez IUCN.